# Caraffa di Catanzaro
Pour les articles homonymes, voir Catanzaro (homonymie).
Caraffa di Catanzaro est une commune italienne de la province de Catanzaro dans la région Calabre en Italie.

## Histoire
La commune abrite une forte communauté Arbëresh, Albanais installés ici au XVe siècle, fuyant l’avance ottomane. Ces Albanais ont gardé une forte identité, parlant toujours leur langue, l’arbërisht. Dans ce dialecte, albanais teinté d’italien, le village se nomme Garafa .

## Administration
| Période                                  | Période | Identité | Étiquette | Qualité |
| ---------------------------------------- | ------- | -------- | --------- | ------- |
|                                          |         |          |           |         |
| Les données manquantes sont à compléter. |         |          |           |         |

### Communes limitrophes
Catanzaro, Cortale, Maida, Marcellinara, San Floro, Settingiano